# ATP-toernooi van Stockholm
De If Stockholm Open of het  ATP-toernooi van Stockholm is een jaarlijks tennistoernooi voor mannen dat wordt gespeeld in het Zweedse Stockholm als onderdeel van de ATP Tour 250. Het toernooi werd voor het eerst georganiseerd in 1969.
Het toernooi wordt gespeeld op hardcourt in de Kungliga tennishallen.
In 1971, van 1986-1994 en van 1996-2002 werd de finale gespeeld over best of five sets. Van 1969-1970, van 1972-1985, in 1995 en vanaf 2003 wordt de finale gespeeld over best of three sets.

## Finales

### Enkelspel
| Jaar | Winnaar                                | Verliezend finalist                    | Uitslag                                |                                        |
| ---- | -------------------------------------- | -------------------------------------- | -------------------------------------- | -------------------------------------- |
| 1969 | Nikola Pilić                           | Ilie Năstase                           | 6-4, 4-6, 6-2                          |                                        |
| 1970 | Stan Smith (1)                         | Arthur Ashe                            | 5-7, 6-4, 6-4                          |                                        |
| 1971 | Arthur Ashe (1)                        | Jan Kodeš                              | 6-1, 3-6, 6-2, 1-6, 6-4                |                                        |
| 1972 | Stan Smith (2)                         | Arthur Ashe                            | 5-7, 6-4, 6-4                          |                                        |
| 1973 | Tom Gorman                             | Björn Borg                             | 6-3, 4-6, 7-6                          |                                        |
| 1974 | Arthur Ashe (2)                        | Tom Okker                              | 6-2, 6-2                               |                                        |
| 1975 | Adriano Panatta                        | Jimmy Connors                          | 6-4, 6-3                               |                                        |
| 1976 | Mark Cox                               | Manuel Orantes                         | 4-6, 7-5, 7-6                          |                                        |
| 1977 | Sandy Mayer                            | Raymond Moore                          | 6-2, 6-4                               |                                        |
| 1978 | John McEnroe (1)                       | Tom Gullikson                          | 6-2, 6-2                               |                                        |
| 1979 | John McEnroe (2)                       | Gene Mayer                             | 6-7, 6-3, 6-3                          |                                        |
| 1980 | Björn Borg                             | John McEnroe                           | 6-3, 6-4                               |                                        |
| 1981 | Gene Mayer                             | Sandy Mayer                            | 6-4, 6-2                               |                                        |
| 1982 | Henri Leconte                          | Mats Wilander                          | 7-6, 6-3                               |                                        |
| 1983 | Mats Wilander                          | Tomáš Šmíd                             | 6-1, 7-5                               |                                        |
| 1984 | John McEnroe (3)                       | Mats Wilander                          | 6-2, 3-6, 6-2                          |                                        |
| 1985 | John McEnroe (4)                       | Anders Järryd                          | 6-1, 6-2                               |                                        |
| 1986 | Stefan Edberg (1)                      | Mats Wilander                          | 6-2, 6-1, 6-1                          |                                        |
| 1987 | Stefan Edberg (2)                      | Jonas Svensson                         | 7-5, 6-2, 4-6, 6-4                     |                                        |
| 1988 | Boris Becker (1)                       | Peter Lundgren                         | 6-4, 6-1, 6-1                          |                                        |
| 1989 | Ivan Lendl                             | Magnus Gustafsson                      | 7-5, 6-0, 6-3                          |                                        |
| 1990 | Boris Becker (2)                       | Stefan Edberg                          | 6-4, 6-0, 6-3                          | details                                |
| 1991 | Boris Becker (3)                       | Stefan Edberg                          | 3-6, 6-4, 1-6, 6-2, 6-2                | details                                |
| 1992 | Goran Ivaniševic                       | Guy Forget                             | 7-6, 4-6, 7-6, 6-2                     | details                                |
| 1993 | Michael Stich                          | Goran Ivaniševic                       | 4-6, 7-6, 7-6, 6-2                     | details                                |
| 1994 | Boris Becker (4)                       | Goran Ivaniševic                       | 4-6, 6-4, 6-3, 7-6                     | details                                |
| 1995 | Thomas Enqvist (1)                     | Arnaud Boetsch                         | 7-5, 6-4                               | details                                |
| 1996 | Thomas Enqvist (2)                     | Todd Martin                            | 7-5, 6-4, 7-6                          | details                                |
| 1997 | Jonas Björkman                         | Jan Siemerink                          | 3-6, 7-6, 6-2, 6-4                     | details                                |
| 1998 | Todd Martin                            | Thomas Johansson                       | 6-3, 6-4, 6-4                          | details                                |
| 1999 | Thomas Enqvist (3)                     | Magnus Gustafsson                      | 6-3, 6-4, 6-2                          | details                                |
| 2000 | Thomas Johansson (1)                   | Jevgeni Kafelnikov                     | 6-2, 6-4, 6-4                          | details                                |
| 2001 | Sjeng Schalken                         | Jarkko Nieminen                        | 3-6, 6-3, 6-3, 4-6, 6-3                | details                                |
| 2002 | Paradorn Srichaphan                    | Marcelo Ríos                           | 6-7(2), 6-0, 6-3, 6-2                  | details                                |
| 2003 | Mardy Fish                             | Robin Söderling                        | 7-5, 3-6, 7-6                          | details                                |
| 2004 | Thomas Johansson (2)                   | Andre Agassi                           | 3-6, 6-3, 7-6                          | details                                |
| 2005 | James Blake (1)                        | Paradorn Srichaphan                    | 6-1, 7-6                               | details                                |
| 2006 | James Blake (2)                        | Jarkko Nieminen                        | 6-4, 6-2                               | details                                |
| 2007 | Ivo Karlović                           | Thomas Johansson                       | 6-3, 3-6, 6-1                          | details                                |
| 2008 | David Nalbandian                       | Robin Söderling                        | 6-2, 5-7, 6-3                          | details                                |
| 2009 | Marcos Baghdatis                       | Olivier Rochus                         | 6-1, 7-5                               | details                                |
| 2010 | Roger Federer                          | Florian Mayer                          | 6-4, 6-3                               | details                                |
| 2011 | Gaël Monfils (1)                       | Jarkko Nieminen                        | 7-5, 3-6, 6-2                          | details                                |
| 2012 | Tomáš Berdych (1)                      | Jo-Wilfried Tsonga                     | 4-6, 6-4, 6-4                          | details                                |
| 2013 | Grigor Dimitrov                        | David Ferrer                           | 2-6, 6-3, 6-4                          | details                                |
| 2014 | Tomáš Berdych (2)                      | Grigor Dimitrov                        | 5-7, 6-4, 6-4                          | details                                |
| 2015 | Tomáš Berdych (3)                      | Jack Sock                              | 7-6(1), 6-2                            | details                                |
| 2016 | Juan Martín del Potro (1)              | Jack Sock                              | 7-5, 6-1                               | details                                |
| 2017 | Juan Martín del Potro (2)              | Grigor Dimitrov                        | 6-4, 6-2                               | details                                |
| 2018 | Stéfanos Tsitsipás                     | Ernests Gulbis                         | 6-4, 6-4                               | details                                |
| 2019 | Denis Shapovalov                       | Filip Krajinović                       | 6-4, 6-4                               | details                                |
| 2020 | Geen toernooi wegens de coronapandemie | Geen toernooi wegens de coronapandemie | Geen toernooi wegens de coronapandemie | Geen toernooi wegens de coronapandemie |
| 2021 | Tommy Paul                             | Denis Shapovalov                       | 6-4, 2-6, 6-4                          | details                                |
| 2022 | Holger Rune                            | Stéfanos Tsitsipás                     | 6-3, 6-4                               | details                                |
| 2023 | Gaël Monfils (2)                       | Pavel Kotov                            | 7–6(8), 6–2                            | details                                |
| 2024 | Tommy Paul                             | Grigor Dimitrov                        | 6–4, 6–3                               | details                                |

### Dubbelspel
| Jaar | Winnaars                                       | Verliezend finalisten                  | Uitslag                                |                                        |
| ---- | ---------------------------------------------- | -------------------------------------- | -------------------------------------- | -------------------------------------- |
| 1969 | Roy Emerson Rod Laver                          | Andrés Gimeno Fred Stolle              | 6-4, 6-2                               |                                        |
| 1970 | Arthur Ashe Stan Smith (1)                     | Bob Carmichael Owen Davidson           | 6-0, 5-7, 7-5                          |                                        |
| 1971 | Stan Smith (2) Tom Gorman                      | Arthur Ashe Bob Lutz                   | 6-4, 6-3                               |                                        |
| 1972 | Tom Okker (1) Marty Riessen (1)                | Roy Emerson Colin Dibley               | 6-3, 6-2                               |                                        |
| 1973 | Jimmy Connors Ilie Năstase                     | Bob Carmichael Frew McMillan           | 7-6, 7-5                               |                                        |
| 1974 | Tom Okker (2) Marty Riessen (2)                | Bob Hewitt Frew McMillan               | 2-6, 6-3, 6-4                          |                                        |
| 1975 | Bob Hewitt (2) Frew McMillan (1)               | Charlie Pasarell Roscoe Tanner         | 3-6, 6-3, 6-4                          |                                        |
| 1976 | Bob Hewitt (2) Frew McMillan (2)               | Tom Okker Marty Riessen                | 6-4, 4-6, 6-4                          |                                        |
| 1977 | Tom Okker (3) Wojciech Fibak (1)               | Brian Gottfried Raúl Ramírez           | 6-3, 6-3                               |                                        |
| 1978 | Tom Okker (4) Wojciech Fibak (2)               | Stan Smith Bob Lutz                    | 6-3, 6-2                               |                                        |
| 1979 | John McEnroe Peter Fleming                     | Tom Okker Wojciech Fibak               | 6-4, 6-4                               |                                        |
| 1980 | Heinz Günthardt Paul McNamee                   | Stan Smith Bob Lutz                    | 6-7, 6-3, 6-2                          |                                        |
| 1981 | Kevin Curren Steve Denton                      | Sherwood Stewart Ferdi Taygan          | 6-7, 6-4, 6-0                          |                                        |
| 1982 | Jan Gunnarsson Mark Dickson                    | Sherwood Stewart Ferdi Taygan          | 7-6, 6-7, 6-4                          |                                        |
| 1983 | Anders Järryd (1) Hans Simonsson               | Johan Kriek Peter Fleming              | 7-6, 5-7, 7-6                          |                                        |
| 1984 | Henri Leconte Tomáš Šmíd                       | Vijay Amritraj Ilie Năstase            | 7-5, 7-5                               |                                        |
| 1985 | Guy Forget (1) Andrés Gómez                    | Mike De Palmer Gary Donnelly           | 6-3, 6-4                               |                                        |
| 1986 | Sherwood Stewart Kim Warwick                   | Pat Cash Slobodan Živojinovic          | 4-6, 6-1, 7-5                          |                                        |
| 1987 | Stefan Edberg Anders Järryd (2)                | Jim Grabb Jim Pugh                     | 6-2, 3-6, 6-1                          |                                        |
| 1988 | Kevin Curren Jim Grabb                         | Paul Annacone John Fitzgerald          | 7-5, 7-5                               |                                        |
| 1989 | Jorge Lozano Todd Witsken                      | Rick Leach Jim Pugh                    | 6-0, 5-7, 6-3                          |                                        |
| 1990 | Guy Forget (2) Jakob Hlasek                    | John Fitzgerald Anders Järryd          | 6-2, 6-3                               | details                                |
| 1991 | John Fitzgerald Anders Järryd (3)              | Tom Nijssen Cyril Suk                  | 7-5, 6-3                               | details                                |
| 1992 | Todd Woodbridge (1) Mark Woodforde (1)         | Steve DeVries David Macpherson         | 6-4, 6-4                               | details                                |
| 1993 | Todd Woodbridge (2) Mark Woodforde (2)         | Gary Muller Danie Visser               | 7-6, 5-7, 7-6                          | details                                |
| 1994 | Todd Woodbridge (3) Mark Woodforde (3)         | Jan Apell Jonas Björkman               | 6-4, 4-6, 6-3                          | details                                |
| 1995 | Jacco Eltingh Paul Haarhuis                    | Grant Connell Patrick Galbraith        | 3-6, 6-2, 7-6                          | details                                |
| 1996 | Patrick Galbraith Jonathan Stark               | Todd Martin Chris Woodruff             | 7-6, 6-4                               | details                                |
| 1997 | Marc-Kevin Goellner Richey Reneberg            | Ellis Ferreira Patrick Galbraith       | 6-3, 3-6, 7-6                          | details                                |
| 1998 | Nicklas Kulti Mikael Tillström                 | Chris Haggard Peter Nyborg             | 7-5, 3-6, 7-5                          | details                                |
| 1999 | Piet Norval Kevin Ullyett (1)                  | Jan-Michael Gambill Scott Humphries    | 7-5, 6-3                               | details                                |
| 2000 | Mark Knowles Daniel Nestor                     | Petr Pála Pavel Vízner                 | 6-3, 6-2                               | details                                |
| 2001 | Donald Johnson Jared Palmer                    | Jonas Björkman Todd Woodbridge         | 6-3, 4-6, 6-3                          | details                                |
| 2002 | Wayne Black Kevin Ullyett (2)                  | Wayne Arthurs Paul Hanley              | 6-4, 2-6, 7-6                          | details                                |
| 2003 | Jonas Björkman (1) Todd Woodbridge (4)         | Wayne Arthurs Paul Hanley              | 6-3, 6-4                               | details                                |
| 2004 | Fernando Verdasco Feliciano López              | Wayne Arthurs Paul Hanley              | 6-4, 6-4                               | details                                |
| 2005 | Wayne Arthurs Paul Hanley (1)                  | Leander Paes Nenad Zimonjić            | 6-3, 6-3                               | details                                |
| 2006 | Paul Hanley (2) Kevin Ullyett (3)              | Olivier Rochus Kristof Vliegen         | 7-6, 6-4                               | details                                |
| 2007 | Jonas Björkman (2) Maks Mirni                  | Arnaud Clément Michaël Llodra          | 6-4, 6-4                               | details                                |
| 2008 | Jonas Björkman (3) Kevin Ullyett (4)           | Johan Brunström Michael Ryderstedt     | 6-1, 6-3                               | details                                |
| 2009 | Bruno Soares (1) Kevin Ullyett (5)             | Simon Aspelin Paul Hanley              | 6-4, 7-6                               | details                                |
| 2010 | Eric Butorac Jean-Julien Rojer (1)             | Johan Brunström Jarkko Nieminen        | 6-3, 6-4                               | details                                |
| 2011 | Rohan Bopanna Aisam-ul-Haq Qureshi (1)         | Marcelo Melo Bruno Soares              | 6-3, 6-1                               | details                                |
| 2012 | Marcelo Melo Bruno Soares (2)                  | Robert Lindstedt Nenad Zimonjić        | 6-7, 7-5, [10-6]                       | details                                |
| 2013 | Aisam-ul-Haq Qureshi (2) Jean-Julien Rojer (2) | Jonas Björkman Robert Lindstedt        | 6-2, 6-2                               | details                                |
| 2014 | Eric Butorac Raven Klaasen                     | Treat Huey Jack Sock                   | 6-4, 6-3                               | details                                |
| 2015 | Nicholas Monroe Jack Sock                      | Mate Pavić Michael Venus               | 7-5, 6-2                               | details                                |
| 2016 | Elias Ymer Mikael Ymer                         | Mate Pavić Michael Venus               | 6-1, 6-1                               | details                                |
| 2017 | Oliver Marach Mate Pavić                       | Aisam-ul-Haq Qureshi Jean-Julien Rojer | 3-6, 7-6(6), [10-4]                    | details                                |
| 2018 | Luke Bambridge Jonny O'Mara                    | Marcus Daniell Wesley Koolhof          | 7-5, 7-6(8)                            | details                                |
| 2019 | Henri Kontinen Édouard Roger-Vasselin          | Mate Pavić Bruno Soares                | 6-4, 6-2                               | details                                |
| 2020 | Geen toernooi wegens de coronapandemie         | Geen toernooi wegens de coronapandemie | Geen toernooi wegens de coronapandemie | Geen toernooi wegens de coronapandemie |
| 2021 | Santiago González Andrés Molteni               | Aisam-ul-Haq Qureshi Jean-Julien Rojer | 6-2, 6-2                               | details                                |
| 2022 | Marcelo Arévalo Jean-Julien Rojer (3)          | Lloyd Glasspool Harri Heliövaara       | 6-3, 6-3                               | details                                |
| 2023 | Andrej Goloebev Denys Moltsjanov               | Yuki Bhambri Julian Cash               | 6–7(5), 6–4, [10–8]                    | details                                |
| 2024 | Harri Heliövaara Henry Patten                  | Petr Nouza Patrik Rikl                 | 7–5, 6–3                               | details                                |

## Statistieken

### Meeste enkelspeltitels
| Aantal titels | Speler                | Jaren                  |
| ------------- | --------------------- | ---------------------- |
| 3             | John McEnroe          | 1978, 1979, 1984, 1985 |
| 3             | Boris Becker          | 1988, 1990, 1991, 1994 |
| 3             | Thomas Enqvist        | 1995, 1996, 1999       |
| 3             | Tomáš Berdych         | 2012, 2014, 2015       |
| 2             | Stan Smith            | 1970, 1972             |
| 2             | Arthur Ashe           | 1971, 1974             |
| 2             | Stefan Edberg         | 1986, 1987             |
| 2             | Thomas Johansson      | 2000, 2004             |
| 2             | James Blake           | 2005, 2006             |
| 2             | Juan Martín del Potro | 2016, 2017             |
| 2             | Gaël Monfils          | 2011, 2023             |

(Bijgewerkt t/m 2024)

### Meeste enkelspeltitels per land
| Aantal titels | Land             |
| ------------- | ---------------- |
| 17            | Verenigde Staten |
| 10            | Zweden           |
| 5             | Duitsland        |
| 4             | Tsjechië         |
| 3             | Argentinië       |
| 3             | Frankrijk        |
| 2             | Kroatië          |

(Bijgewerkt t/m 2024)

### Enkel- en dubbelspeltitel in hetzelfde jaar
| Tennisser     | Jaar |
| ------------- | ---- |
| Stan Smith    | 1970 |
| John McEnroe  | 1979 |
| Stefan Edberg | 1987 |

1969 · 1970 · 1971 · 1972 · 1973 · 1974 · 1975 · 1976 · 1977 · 1978 · 1979 · 1980 · 1981 · 1982 · 1983 · 1984 · 1985 · 1986 · 1987 · 1988 · 1989 · 1990 · 1991 · 1992 · 1993 · 1994 · 1995 · 1996 · 1997 · 1998 · 1999 · 2000 · 2001 · 2002 · 2003 · 2004 · 2005 · 2006 · 2007 · 2008 · 2009 · 2010 · 2011 · 2012 · 2013 · 2014 · 2015 · 2016 · 2017 · 2018 · 2019 · 2020 · 2021 · 2022 · 2023 · 2024
ITF-toernooien (mannen en vrouwen)

ATP-toernooien (mannen) – ATP-seizoen 2025

WTA-toernooien (vrouwen) – WTA-seizoen 2025

Voormalige toernooien mannen
Voormalige toernooien vrouwen
Voormalige amateurtoernooien